# Morphologisches Priming
Als morphologisches Priming werden Primingeffekte (veränderte Verarbeitungsprozesse eines Reizes, die durch die vorherige Aktivierung von mit diesem Reiz verbundener Information hervorgerufen werden) bezeichnet, die darin bestehen, dass die Aktivierung morphologischer Formen (die kleinsten linguistischen Einheiten mit einer eigenständigen Bedeutung) die Verarbeitung morphologisch mit diesen relatierter Formen primt. So würde beispielsweise die vorhergehende Aktivierung der Form sagt die darauf folgende Verarbeitung von sagen beeinflussen.

## Forschungsgeschichte
Morphologisches Priming wurde seit den 1970er Jahren untersucht und stellt ein bedeutendes Verfahren in der psycholinguistischen Erforschung morphologischer Verarbeitungsprozesse dar. Die erste Studie, die explizit das Thema morphologisches Priming untersucht, stammt von Murrel & Morton (1974). Diese verwendeten unter experimentellen Bedingungen, im Gegensatz zu vorherigen Primingstudien, neben mit dem Target identischen Primes (repetition priming) auch Primes, die mit dem Target morphologisch relatiert waren, ohne mit ihm identisch zu sein (zum Beispiel cars – car). Die Ergebnisse ihrer Studie zeigten abgeschwächte Primingeffekte für morphologisch relatierte, aber nicht mit dem Target identische, Items gegenüber dem Priming mit identischen Primes und Targets. Rein orthophonologisch relatierte Items riefen nur schwache, nicht signifikante Primingeffekte hervor.
Stanners et al. (1979) untersuchten morphologisches Priming als erste in einer lexikalischen Entscheidungsaufgabe. Ihre Studie ergab, dass flektierte Formen ihre Basis genauso gut primen wie die Basisform selbst, aber derivierte Formen geringere Primingeffekte hervorrufen. Stanners et al. (1979) gehen folgerichtig davon aus, dass regulär flektierte Verben keinen Eintrag im Lexikon haben, irreguläre Vergangenheitsformen und Derivationen hingegen einen Eintrag aufweisen.
Spätere Studien kamen zu dem Ergebnis, dass morphologisches Priming in Abgrenzung von anderen Eigenschaften, die Prime und Target gemeinsam sind, eigenständige Primingeffekt aufweist. Hanson & Wilkenfeld (1985) kontrastierten morphologisches und orthophonologisches Priming und fanden keinen Primingeffekt für rein orthophonologisch relatierte Items. Napps & Fowler (1987) fanden ebenfalls keinen orthophonologischen Primingeffekt. Bentin & Feldman (1990) untersuchten Unterschiede im Priming zwischen rein semantisch relatierten, rein morphologisch relatierten und morphologisch und semantisch relatierten Items. Es zeigten sich deutliche Unterschiede im Zeitverlauf aller drei Bedingungen. Stolz & Feldman (1995) konnten semantisches Priming ebenfalls von morphologischem Priming abgrenzen. Somit besteht Evidenz dafür, dass morphologisches Priming nicht identisch ist mit semantischem oder formalem (orthophonologischem) Priming. Verschiedene Studien fanden allerdings heraus, dass die Größe morphologischen Primings von der Größe der orthographischen Übereinstimmung von Prime und Target (Overlap) beeinflusst wird (Feldman 1995; Fowler et al., 1985).
Morphologisches Priming wurde auch in anderen Sprachen als dem Englischen nachgewiesen, so in Italienisch (Laudanna & Burani, 1986), Hebräisch (Bentin & Feldman, 1990), Serbo-Kroatisch (Feldman & Fowler, 1987), Deutsch und Spanisch (Rodriguez-Fornells, Münte, & Clahsen, 2002; Weyerts, Münte, Smid, & Heinze, 1996), es ist also kein auf das Englische begrenzter Prozess.